# أبو الصير
قرية ابوالصير هي إحدى القرى التابعة لمركز تمي الأمديد في محافظة الدقهلية في جمهورية مصر العربية. حسب إحصاءات سنة 2006، بلغ إجمالي السكان في ابوالصير 2831 نسمة، منهم 1438 رجل و1393 امرأة.